# Irena Kostka
Irena Kostka (ur. 29 grudnia 1929, zm. 31 maja 2009) – polska pilotka szybowcowa i samolotowa.

## Życiorys
Należała do Aeroklubu Gdańskiego. Pilot szybowcowy I klasy. Zdobyła Złotą Odznakę Szybowcową z 3 diamentami. Otrzymała tytuł Mistrza Sportu. Od 1996 roku organizatorka Zlotu Polskich Pilotek, któremu nadano jej imię. Zakończyła karierę lotniczą z powodów zdrowotnych, a następnie pracowała jako nauczycielka w szkole. Odznaczona Medalem Komisji Edukacji Narodowej. Miała dwóch synów: Zbigniewa i Radosława.
Napisała książkę Szybowniczka Świata poświęconą karierze sportowej i zawodowej Pelagii Majewskiej, która zginęła w 1988 roku. Książka została wydana w 2008 roku przez Agencja Lotnicza ALTAIR.

## Nagrody i odznaczenia
- 2008 Błękitne Skrzydła „za szybowcowe sukcesy i działalność lotniczą, w tym organizację dorocznych Zlotów Polskich Pilotek”[4].